# Покупич, Рената
Рената Покупич (хорв. Renata Pokupić, 1972, Вировитица) — хорватская оперная певица (меццо-сопрано).

## Биография
Закончила Музыкальную академию в Загребе. Завоевала две первые премии на 36-м Международном вокальном конкурсе имени Антонина Дворжака в Карловых Варах. В 2003 с успехом дебютировала на сцене парижского театра Шатле, спев партию Анны в Троянцах Берлиоза (дирижёр — Джон Элиот Гардинер). В 2004 исполнила партию Деяниры в Геркулесе Генделя на Генделевском фестивале в Лондоне, спела в баховской Мессе си минор на BBC Proms (дирижёр Дж. Э.Гардинер) и отправилась с Гардинером и его ансамблями в тур по Европе и Ближнему Востоку с оперой Пёрселла Дидона и Эней, где пела партию Дидоны.

## Репертуар
Гендель (Тамерлан, Триумф времени и разочарования, Флавий, Мессия), Моцарт (Свадьба Фигаро, Милосердие Тита, Так поступают все, Идоменей, Реквием), Кавалли (Гелиогабал), Вивальди (Коронация Дария, Монтесума), Перголези (Stabat Mater), Беллини (Капулетти и Монтекки), Бетховен (Симфония № 9), Мендельсон (Илия, Сон в летнюю ночь), Берлиоз (Детство Христа), Россини (Золушка, Севильский цирюльник), Малер (Симфония № 2), Рихард Штраус (Кавалер розы), Стравинский (Пульчинелла), Мануэль де Фалья (Треуголка).

## Творческое сотрудничество
Кроме Дж. Э.Гардинера, работала с такими дирижёрами, как Кристофер Хогвуд, Кристоф Руссе, Яков Крейцберг, Курт Мазур, Кент Нагано, Казуси Оно, Эммануэль Аим, Айвор Болтон, Жан Кристоф Спинози, Жереми Рорер и др.